# Willy Rasmussen (skoczek w dal)
Willy Rasmussen (ur. 6 listopada 1910 w Kopenhadze, zm. 3 września 1958 w Horsens) – duński lekkoatleta.
Największe sukcesy  odniósł w skoku w dal, choć z powodzeniem startował w innych konkurencjach lekkoatletycznych.
Wystąpił w skoku w dal na igrzyskach olimpijskich w 1936 w Berlinie, ale w kwalifikacjach osiągnął odległość 6,92 m i  nie awansował do finału.
Był mistrzem Danii w skoku w dal w latach 1929, 1931–1934 i 1936, w trójskoku w 1931 i 1932, w dziesięcioboju w 1929, 1930, 1932 i 1934, w pięcioboju w 1930, w trójboju w 1931 i 1932 oraz w sztafecie 4 × 100 metrów w latach 1935–1937. Zdobywał również srebrne medale mistrzostw Danii w skoku w dal w 1935, w trójskoku w 1930, w dziesięcioboju w 1933, w skoku wzwyż w 1929, w biegu na 200 metrów w 1930, 1932 i 1935 oraz w biegu na 400 metrów przez płotki w 1933, a także brązowe medale w skoku w dal w 1928, w trójskoku w 1933, w biegu na 200 metrów w 1933 i w biegu na 100 metrów w 1932.
Trzykrotnie poprawiał rekord Danii w skoku w dal do wyniku 7,30 m (18 czerwca 1931 w Østerbro), trzykrotnie w dziesięcioboju do wyniku 6048 pkt. (8 lipca 1934 w Østerbro) i raz w sztafecie 4 × 100 metrów czasem 42,8 s (18 sierpnia 1936 w Kopenhadze), a raz wyrównał rekord swego kraju w skoku wzwyż rezultatem 1,83 m (29 września 1929 w Malmö). Był również rekordzistą Danii w pięcioboju z wynikiem 3072 pkt w 1931.
Ukończył studia prawnicze na Uniwersytecie Kopenhaskim i praktykował jako prawnik w Horsens.